# Opolski Festiwal Skoków 2016
XI Opolski Festiwal Skoków – 11. edycja zawodów lekkoatletycznych, która odbyła się 11 czerwca 2016 roku na Stadionie im. Opolskich Olimpijczyków w Opolu. Zawodnicy brali udział w konkurencji skoku wzwyż.

## Wyniki
| Konkurencja         | 1. miejsce            | Wynik  | 2. miejsce            | Wynik  | 3. miejsce      | Wynik  |
| Skok wzwyż mężczyzn | Mutazz Isa Barszim    | 2,40 m | Wojciech Theiner      | 2,23 m | Jaroslav Bába   | 2,23 m |
| Skok wzwyż kobiet   | Urszula Gardzielewska | 1,86 m | Michalina Kwaśniewska | 1,83 m | Jossie Graumann | 1,83 m |